# Fredrik Lindström (teolog)
Fredrik Lindström, född 1953, är en svensk teolog. Han är professor i Gamla testamentets exegetik vid Centrum för Teologi och Religionsvetenskap, Lunds universitet.

## Utmärkelser, ledamotskap och priser
- Ledamot av Vetenskapssocieteten i Lund (LVSL, 1995)[1]